# 9. Unterseebootsflottille
De 9. Unterseebootsflottille was een operationele eenheid U-Boten van de Duitse Kriegsmarine. De eenheid werd in oktober 1941 opgericht en kwam onder leiding te staan van Jürgen Oesten. Op 20 maart 1942 bereikte de eerste U-boot de basis in Brest en vanaf april 1942 was de 9. Unterseebootsflottille klaar voor het uitvoeren van operaties. De eenheid werd voornamelijk ingezet tegen konvooien die van en naar Groot-Brittannië voeren.
Vierentachtig U-Boten maakten tijdens het bestaan van de eenheid deel uit van de 9. Unterseebootsflottille. De eenheid zat tijdens haar gehele bestaan gevestigd in Brest. In augustus 1944, toen een verovering van de Amerikanen aanstaande was, vertrokken de meeste boten richting de 11. Unterseebootsflottille in Bergen, Noorwegen. Op 4 september 1944 vertrok de laatste boot naar de Noorse stad en werd de eenheid officieel opgeheven.

## Commandanten
- Oktober 1941 - februari 1942 - Kapitänleutnant Jürgen Oesten[1]
- Mei 1942 - september 1944 - Korvettenkapitän Heinrich Lehmann-Willenbrock[1]

## Organisatie
De 9. Unterseebootsflottille maakte deel uit van de Führer der Unterseeboote West (F.d.U. West), dat was gevestigd in Parijs. Naast de 9. Unterseebootsflottille maakten ook de volgende eenheden deel uit van de F.d.U. West:
- 1. Unterseebootsflottille, met het hoofdkwartier in Brest
- 2. Unterseebootsflottille, met het hoofdkwartier in Lorient
- 3. Unterseebootsflottille, met het hoofdkwartier in La Rochelle
- 6. Unterseebootsflottille, met het hoofdkwartier in Saint-Nazaire
- 7. Unterseebootsflottille, met het hoofdkwartier in Saint-Nazaire
- 10. Unterseebootsflottille, met het hoofdkwartier in Lorient
- 12. Unterseebootsflottille, met het hoofdkwartier in Bordeaux

## Inzet U-Boten
| U-Boot-Type | U-Boten |
| ----------- | --- |
| VIIC        | U 89, U 90, U 91, U 92, U 210, U 211, U 230, U 232, U 240, U 244, U 248, U 254, U 256, U 273, U 279, U 282, U 283, U 284, U 302, U 309, U 347, U 348, U 365, U 377, U 383, U 388, U 389, U 403, U 407, U 408, U 409, U 412, U 421, U 425, U 438, U 443, U 447, U 450, U 473, U 480, U 482, U 591, U 595, U 604, U 605, U 606, U 621, U 631, U 633, U 634, U 638, U 659, U 660, U 663, U 664, U 709, U 715, U 739, U 744, U 755, U 759, U 761, U 762, U 764, U 771, U 772, U 951, U 954, U 955, U 966, U 979, U 984, U 989 |
| VII C/41    | U 293, U 296, U 317, U 997, U 1165 |
| VII D       | U 213, U 214, U 215, U 216, U 217, U 218 |